# Trey Parker
Randolph Severn „Trey” Parker III (ur. 19 października 1969 w Conifer) – amerykański aktor, animator, scenarzysta, producent, reżyser i kompozytor. Wspólnie z Mattem Stone’em był współtwórcą serialu animowanego Miasteczko South Park (od 1997) i musicalu Księga Mormona (2011). 

## Życiorys
Urodził się w Conifer w Kolorado jako syn Sharon i Randolpha „Randy’ego” Parkera, geologa. Jego rodzice mają takie same imiona jak rodzice Stana Marsha w Miasteczku South Park, a jego ojciec ten sam zawód. Stan Marsh był także imieniem jego ojczyma. Jego rodzina była pochodzenia angielskiego, szkockiego i irlandzkiego, a także miała korzenie norweskie, holenderskie, niemieckie, francuskie i walijskie. Wychowywał się z siostrą Shelley. Był nieśmiałym dzieckiem, fascynował się Monty Pythonem i twórczością Terry’ego Gilliama. Zdobył czarny pas w taekwondo. Po ukończeniu Berklee School of Music, studiował na wydziale filmowym na Uniwersytecie Kolorado w Boulder.
Wspólnie z kolegę ze studiów, Mattem Stone’em, zaczął tworzyć serię prymitywnie animowanych kreskówek. W latach 1992–1994 Parker i Stone współpracowali przy swoim pierwszym filmie, Cannibal! The Musical, który zwrócił uwagę dyrektora Fox, Briana Gradena. Graden zlecił im stworzenie świątecznej kartki wideo, The Spirit of Christmas (1992), 5–minutowej kreskówki, w której pojawiły się cztery postacie wulgarnych trzecioklasistów, którzy mieli zostać gwiazdami Miasteczka South Park: całkiem normalny Stan Marsh, neurotyczny Kyle Broflovski, wiecznie skazany na zagładę Kenny McCormick oraz gruby i paskudny Eric Cartman. Serial emitowany na kanale Comedy Central, jego niecenzuralny język, szybko stał się tematem dyskusji w Hollywood. Debiutujący 13 sierpnia 1997 Miasteczko South Park stał się zarówno hitem, jak i przedmiotem kontrowersji, ponieważ był często przywoływany jako kolejny przykład zepsucia kultury popularnej, psującej amerykańskie dzieci.
Parker i Stone przenieśli się do Los Angeles i zrealizowali swój drugi film, Orgazmo (1997). Parker i Stone nagrali teledysk do utworu zespołu Ween „Even If You Don’t” (2000).
W 2000 skomponowana przez Parkera piosenka „Blame Canada” z filmu Miasteczko South Park (1999) była nominowana do Oscarz za najlepszą piosenkę oryginalną.
W 2011 musical Parkera Księga Mormona z powodzeniem trafił na Broadway, gdzie zdobył cztery nagrody Tony Award i Grammy 2012 za najlepszy album musicalu – The Book of Mormon: Original Broadway Cast Recording. 
W 2013 odcinek Miasteczka South Park pt. Jewpacabra zdobył nagrodę Annie.
Swoje poglądy określa jako libertariańskie. Jest zarejestrowanym członkiem Partii Libertariańskiej.

## Filmografia
We współpracy z Mattem Stone’em
- Princess: scenariusz, głosy, producent, reżyseria
- Ekipa Ameryka: Policjanci z jajami: scenariusz, głosy, producent, reżyseria
- Ach, ten Bush!: współtwórca, scenariusz, producent wykonawczy
- Miasteczko South Park: głosy, muzyka, scenariusz, reżyseria
- Bejsbolo-kosz: aktor
- Miasteczko South Park: współtwórca, głosy, scenariusz, muzyka, reżyseria, producent wykonawczy
- Orgazmo: aktor, scenariusz, reżyseria
- The Spirit of Christmas (pilotażowy odcinek Miasteczka South Park)
- Cannibal! The Musical: aktor (jako Juan Schwartz), kompozytor, scenariusz, reżyseria
- Despicable Me 3: głos Balthazar Bratt

### Postacie, którym podkłada głos wMiasteczko South Park
- Stan Marsh i jego tata
- Eric Cartman
- Pan Garrison
- Pan Mackey
- Phillip
- Clyde Donovan
- Craig
- Timmy
- Jimmy Valmer
- Mr. Hankey, the Christmas Poo
- Oficer Barbrady
- Diane Chujwbuzi

Ponadto Trey Parker podkłada głos wielu innym postaciom.